# Cercle Brugge in het seizoen 2002/03
Hieronder staan de statistieken en wedstrijden van Cercle Brugge in het seizoen 2002-2003. Dit jaar werd Cercle kampioen in de Belgische tweede klasse, waardoor Cercle na 6 jaar weer naar eerste klasse promoveerde.

## Behaalde eindresultaat
- In de tweede klasse werd Cercle kampioen met 69 punten.
- In de Beker van België werd Cercle, na Leopoldsburg en R. Francs Borains uitgeschakeld te hebben, in de 1/16e finales uitgeschakeld door RSC Anderlecht (1-3).

## Spelerskern
| Rugnummer | Naam                     | Positie | Nationaliteit         |
| --------- | ------------------------ | ------- | --------------------- |
| 1         | Ricky Begeyn             | GK      | Vlag van België       |
| 18        | David Coeman             | GK      | Vlag van België       |
|           |                          |         |                       |
| 2         | Johnny Nierynck          | V       | Vlag van België       |
| 3         | Mohammed Kanu            | V       | Vlag van Sierra Leone |
| 4         | Denis Viane              | V       | Vlag van België       |
| 7         | Vital Borkelmans         | V       | Vlag van België       |
| 11        | Ole Budtz                | V       | Vlag van Denemarken   |
| 15        | Gino Moyaert             | V       | Vlag van België       |
| 21        | Bram Vandenbussche       | V       | Vlag van België       |
| 20        | Jan Masureel             | V       | Vlag van België       |
|           |                          |         |                       |
| 5         | Kristoff Van Robays      | M       | Vlag van België       |
| 6         | Sébastien Stassin        | M       | Vlag van België       |
| 8         | Abdoul Kader Camara      | M       | Vlag van Guinee       |
| 9         | Thomas Labun             | M       | Vlag van Slovenië     |
| 10        | Sam De Meester           | M       | Vlag van België       |
| 12        | Frederik Boi             | M       | Vlag van België       |
| ?         | Roman Vonasek            | M       | Vlag van Tsjechië     |
| ?         | Mikhail Karrasev         | M       | Vlag van Rusland      |
|           |                          |         |                       |
| 9         | Stéphane Narayaninnaiken | A       | Vlag van Frankrijk    |
| 14        | Giovanni Dekeyser        | A       | Vlag van België       |
| 19        | Mohammed Berté           | A       | Vlag van Frankrijk    |
| 23        | Kristof Arys             | A       | Vlag van België       |

### Transfers

#### Zomer

##### IN
| Naam                | Nationaliteit    | Van                      | Type         |
| ------------------- | ---------------- | ------------------------ | ------------ |
| Ricky Begeyn        | België           | KSV Roeselare            | transfervrij |
| Thomas Labun        | Slowakije        | FC VSS Košice            | transfervrij |
| Ole Budtz           | Denemarken       | FC Roskilde              | transfervrij |
| Vital Borkelmans    | België           | AA Gent                  |              |
| Sam de Meester      | België Frankrijk | Excelsior Rotterdam      | transfervrij |
| Abdoul Kader Camara | Guinee           | KRC Zuid-West-Vlaanderen | transfervrij |
| Giovanni De Keyser  | België           | Royal Antwerp FC         |              |
| Mohammed Berthé     | Frankrijk Guinee | RWDM                     |              |
| Jimmy De Wulf       | België           | Club Brugge              | huur         |

##### UIT
| Naam                     | Nationaliteit  | Naar                    | Type         |
| ------------------------ | -------------- | ----------------------- | ------------ |
| David Avonture           | België         | Bonner SC               | transfervrij |
| Jürgen Landuyt           | België         | KV Oostende             | transfervrij |
| Hendrik Van Hende        | België         | Sint-Niklase SK         | trasnfervrij |
| Pieter Zeenaeme          | België         | SVD Handzame            | transfervrij |
| Aschwin Christina        | Nederland      | OJC Rosmalen            |              |
| Björn Sengier            | België         | Sint-Niklase SK         |              |
| Olivier Nzuzi Niati Polo | Congo-Kinshasa | SC Schwarz-Weiß Bregenz |              |
| Vincent Euvrard          | België         | KRC Genk                |              |
| Davy Baudewijn           | België         | KSK Maldegem            |              |
| Didier Bapupa            | Congo-Kinshasa | einde carrière          |              |
| Fabio Vergucht           | België         | FCV Dender              |              |
| Christian Makoun         | België         | KM Torhout              |              |

#### WINTER

##### IN
| Speler        | Nationaliteit | Van         | Type    |
| ------------- | ------------- | ----------- | ------- |
| Kristof Arys  | België        | KMSK Deinze | gekocht |
| Roman Vonasek | Tsjechië      | KSC Lokeren | huur    |

## Technische staf
| Fuctie           | Naam                     | Nationaliteit |
| ---------------- | ------------------------ | ------------- |
| trainer          | Jerko Tipurić            | Kroatië       |
| hulptrainer      | Ronny Desmedt            | België        |
| keeperstrainer   | Danny Vandevelde         | België        |
| fysical trainer  | Dirk Mostaert            |               |
| kinsesist        | Geert Leys               |               |
| afgevaardigde    | Yves Perquy, André Maene |               |
| materiaalmeester | Johan Mestdagh           |               |
| verzorger        | Albert Van Osselaer      |               |

## Resultaten

### Speeldagen
| datum      | thuisploeg                | bezoekers                 | score | doelpunten                                                                         | punten |
| ---------- | ------------------------- | ------------------------- | ----- | ---------------------------------------------------------------------------------- | ------ |
| 14/08/2002 | Cercle Brugge             | Eupen                     | 1-1   | 0 - 1 Dellicour, 1 - 1 Narayaninnaiken                                             | 1      |
| 28/08/2002 | FC Denderleeuw EH         | Cercle Brugge             | 3-3   | 1 - 0 Serneels, 1 - 1, 1 - 2 Budtz, 1 - 3 de Meester, 2 - 3 Chagas, 3 - 3 Verroken | 2      |
| 01/09/2002 | Cercle Brugge             | K.F.C. Verbroedering Geel | 2-1   | Borkelmans, Moyaert                                                                | 5      |
| 08/09/2002 | F.C. Luik                 | Cercle Brugge             | 3-0   | 1 - 0 Soumare, 2 - 0 Nong, 3 - 0 Matusi-Wawa                                       | 5      |
| 14/09/2002 | Cercle Brugge             | R. Excelsior Virton       | 2-2   | de Meester, Dekeyser                                                               | 6      |
| 20/09/2002 | K. Heusden - Zolder       | Cercle Brugge             | 4-2   | Stassin, de Meester                                                                | 6      |
| 28/09/2002 | Cercle Brugge             | KMSK Deinze               | 1-0   | 1 - 0 Stassin                                                                      | 9      |
| 04/10/2002 | KSV Roeselare             | Cercle Brugge             | 1-2   | Berthé, Naraninnaiken                                                              | 12     |
| 13/10/2002 | Cercle Brugge             | KFC VW Hamme              | 3-0   | 1 - 0 Budtz, 2 - 0 De Keyser, 3 - 0 Narayaninnaiken                                | 15     |
| 20/10/2002 | KFC Strombeek             | Cercle Brugge             | 0-0   | /                                                                                  | 16     |
| 26/10/2002 | K.A.S. Eupen              | Cercle Brugge             | 0-2   | 0 - 1, 0 - 2 Budtz                                                                 | 19     |
| 03/11/2002 | Cercle Brugge             | K. Patro Maasmechelen     | 2-0   | 1 - 0 Budtz, 2 - 0 Vandenbussche                                                   | 22     |
| 10/11/2002 | CS Visé                   | Cercle Brugge             | 3-1   | Masureel                                                                           | 22     |
| 24/11/2002 | KVK Tienen                | Cercle Brugge             | 0-3   | 0 - 1 Borkelmans, 0 - 2 Van Robays, 0 - 3 Budtz                                    | 25     |
| 00/12/2002 | Cercle Brugge             | K.S.V. Ingelmunster       | 0-0   | /                                                                                  | 26     |
| 08/12/2002 | K.S.K. Ronse              | Cercle Brugge             | 0-1   | 0 - 1 Stassin                                                                      | 29     |
| 15/12/2002 | Cercle Brugge             | SV Zulte Waregem          | 2-2   | 1 - 0 Berthé, 2 - 0 Narayaninnaiken, 2 - 1 D'hollander, 2 - 2 Degroote             | 30     |
| 21/12/2002 | K.F.C. Dessel Sport       | Cercle Brugge             | 4-2   | Berthé, Nierynck                                                                   | 30     |
| 18/01/2003 | K.F.C. Verbroedering Geel | Cercle Brugge             | 0-2   | 0 - 1 Nierynck, 0 - 2 de Meester                                                   | 33     |
| 26/01/2003 | Cercle Brugge             | FC Luik                   | 3-1   | Berthé, de Meester (2x)                                                            | 36     |
| 09/02/2003 | Cercle Brugge             | K. Heusden - Zolder       | 0-0   | /                                                                                  | 37     |
| 15/02/2003 | KMSK Deinze               | Cercle Brugge             | 0-1   | 0 - 1 Arys                                                                         | 40     |
| 23/02/2003 | Cercle Brugge             | KSV Roeselare             | 2-0   | 1 - 0 Narayaninnaiken, 2- 0 Viane                                                  | 43     |
| 02/03/2003 | KFC VW Hamme              | Cercle Brugge             | 0-2   | 0 - 1 Borkelmans, 0 - 2 Vonasek                                                    | 46     |
| 08/03/2003 | Cercle Brugge             | KFC Strombeek             | 0-1   | /                                                                                  | 46     |
| 15/03/2003 | K. Patro Maasmechelen     | Cercle Brugge             | 0-4   | Arys (2x), Stassin, Budtz                                                          | 49     |
| 23/03/2003 | Cercle Brugge             | FC Denderleeuw EH         | 2-2   | Nierynck, de Meester                                                               | 50     |
| 30/03/2003 | Cercle Brugge             | CS Visé                   | 5-2   | Arys (3x), Budtz (2x)                                                              | 53     |
| 05/04/2003 | R. Excelsior Virton       | Cercle Brugge             | 2-4   | Berthé, Vonasek, Arys (2x)                                                         | 56     |
| 12/04/2003 | Cercle Brugge             | KVK Tienen                | 3-1   | Berthé, Vonasek (2x)                                                               | 59     |
| 19/04/2003 | K.S.V. Ingelmunster       | Cercle Brugge             | 1-3   | Budtz, Berthé (2x)                                                                 | 62     |
| 26/04/2003 | Cercle Brugge             | K.S.K. Ronse              | 2-0   | 1 - 0 Vandenbussche, 2 - 0 Budtz                                                   | 65     |
| 04/05/2003 | SV Zulte Waregem          | Cercle Brugge             | 1-1   | Berthé                                                                             | 66     |
| 11/05/2003 | Cercle Brugge             | K.F.C. Dessel Sport       | 2-1   | 1 - 1, 2 - 1 Stassin                                                               | 69     |

Cercle speelde kampioen in tweede klasse en promovoorde naar Eerste klasse.

##### Doelpuntenmakers
|    | Naam                                                         | Aantal doelpunten |
| -- | ------------------------------------------------------------ | ----------------- |
| 1  | Ole Budtz                                                    | 13                |
| 2  | Mohammed Berthé                                              | 9                 |
| 3  | Kristof Arys, Sam de Meester                                 | 7                 |
| 5  | Sébastien Stassin                                            | 6                 |
| 6  | Stéphane Narayaninnaiken                                     | 5                 |
| 7  | Roman Vonasek                                                | 4                 |
| 8  | Vital Borkelmans, Johnny Nierynck                            | 3                 |
| 10 | Giovanni De Keyser, Bram Vandenbussche                       | 2                 |
| 12 | Jan Masureel, Gino Moyaert, Kristoff Van Robays, Denis Viane | 1                 |

### Beker van België
| Datum      | Ronde         | Thuisploeg        | Bezoekers      | Score | Doelpunten Cercle     |
| ---------- | ------------- | ----------------- | -------------- | ----- | --------------------- |
| 18/08/2002 | 4de ronde     | KESK Leopoldsburg | Cercle Brugge  | 1 - 3 | Boi (2x), Berthé      |
| 25/08/2002 | 5de ronde     | Francs Borains    | Cercle Brugge  | 1 - 2 | Vandenbussche, Berthé |
| 17/11/2002 | 1/16de finale | Cercle Brugge     | RSC Anderlecht | 1 - 3 | Berthé                |